# Angela Carter
Angela Carter (* 7. Mai 1940 in Eastbourne in England; † 16. Februar 1992 in London; gebürtig Angela Olive Stalker) war eine britische Schriftstellerin.

## Leben
Angela Carter arbeitete zunächst als Lokaljournalistin. 1969 wurde ihr der Somerset Maugham Award verliehen. In der Folge unternahm sie ausgedehnte Reisen und lebte zwei Jahre lang in Tokio. Carter schrieb Romane, Kurzgeschichten, Märchen, Sach- und Kinderbücher. Sie veröffentlichte auch Artikel in namhaften Zeitungen. Zwei ihrer Bücher wurden verfilmt.
In The Sadeian Woman: An Exercise in Cultural History (Sexualität ist Macht) setzt sich Carter mit dem Verhältnis zwischen Sexualität und Macht auseinander. Hierbei geht sie auf die Geschichte der O und die Werke des Marquis de Sade ein. Während sie erstere ablehnt, schätzt sie an den Werken de Sades, dass dieser Sexualität in einen politischen Kontext stellt und die Existenz weiblicher Dominanz sehr explizit darstellt.
Angela Carter starb 1992 im Alter von 51 Jahren an Krebs.

## Rezeption
Sie gewann 1969 mit dem Buch The Magic Toyshop den John Llewellyn Rhys Prize, mit Several Perceptions 1968 den Somerset Maugham Prize sowie den Cheltenham Festival Literary Prize 1979 mit The Bloody Chamber.
Insbesondere mit Nights at the Circus und ihren Kurzgeschichten, gesammelt in Burning Your Boats, gilt Carter als wichtige Vertreterin der Slipstream-Literatur.
Die australische Band Jack Frost veröffentlichte 1996 auf dem Album Snow Job einen Song namens Angela Carter.

## Auszeichnungen
- 1969 Somerset Maugham Award für Several Perceptions
- 1969 John Llewellyn Rhys Prize für The Magic Toyshop
- 1979 Cheltenham Festival Literary Prize für The Bloody Chamber
- 1984 British Science Fiction Association Award für ihren Beitrag zum Film The Company of Wolves
- 1997 James Tiptree Jr Memorial Award (Spezialpreis für Darstellung von Geschlechterrollen, postum)

## Bibliografie
Wird bei Übersetzungen von Kurzgeschichten als Quelle nur Titel und Jahr angegeben, so findet sich die vollständige Angabe bei der entsprechenden Sammelausgabe.
Bristol Trilogy (Romane)
- 1 Shadow Dance (1966; auch: Honeybuzzard, 1967)
- 2 Several Perceptions (1968)
- 3 Love (1971)
  - Deutsch: Das tätowierte Herz. Übersetzt von Joachim Kalka. Klett-Cotta, Stuttgart 1993, ISBN 3-608-93192-9.

Romane
- The Magic Toyshop (1967)
  - Deutsch: Das Haus des Puppenmachers. Übersetzt von Joachim Kalka. Klett-Cotta, Stuttgart 1988, ISBN 3-608-95531-3.
- Heroes & Villains (1969)
  - Deutsch: Helden und Schurken. Übersetzt von Joachim Kalka. Klett-Cotta #95628, Stuttgart 1989, ISBN 3-608-95628-X.
- The Donkey Prince (1970)
- Miss Z, the Dark Young Lady (1970)
- The Infernal Desire Machines of Doctor Hoffman (1972; auch: The War of Dreams, 1974)
  - Deutsch: Die infernalischen Traummaschinen des Doktor Hoffman. Übersetzt von Joachim Kalka. Klett-Cotta #95282, Stuttgart 1984, ISBN 3-608-95282-9.
- The Passion of New Eve (1977)
  - Deutsch: In der Hitze der Stadt. Übersetzt von Joachim Kalka. Heyne-Bücher #6880, München 1988, ISBN 3-453-00295-4. Auch als: Das Buch Eva. Übersetzt und mit einem Nachwort von Joachim Kalka. Elster-Verlag, ISBN 978-3-89151-245-6.
- The Music People (1980; mit Leslie Carter)
- Nights At the Circus (1984)
  - Deutsch: Nächte im Zirkus. Übersetzt von Joachim Kalka. Klett-Cotta #95359, Stuttgart 1986, ISBN 3-608-95359-0.
- Wise Children (1991)
  - Deutsch: Wie’s uns gefällt. Übersetzt von Joachim Kalka. Klett-Cotta, Stuttgart 1993, ISBN 3-608-95845-2.
- Sea-Cat and Dragon King (2000)

Sammlungen
- Five Quiet Shouters (Gedichte, 1966)
- Unicorn (Gedichte, 1966)
- Fireworks : Nine Profane Pieces (1970; auch als: Fireworks : Nine Stories in Various Disguises)
- The Bloody Chamber and Other Stories (1979)
  - Deutsch: Blaubarts Zimmer: Märchen aus der Zwischenwelt. Rowohlt, 1982, ISBN 3-498-00858-7. Auch als: Blaubarts Zimmer: Märchen für Erwachsene. Übersetzt von Sybil Gräfin Schönfeldt. Rowohlt (Rororo #5502), Reinbek bei Hamburg 1987, ISBN 3-499-15502-8.
  - Neuübersetzung:  Die blutige Kammer. Übersetzt von Maren Kames. Mit einem Nachwort von Mithu Sanyal. Illustriert von Julia Kissina. Suhrkamp, Berlin 2025, ISBN 978-3-518-43241-9.
  - Deutsch: Martin Lemans merkwürdige Katzen. Text von Mischa Lentz nach dem englischen Original von Angela Carter. Lentz, München 1979, ISBN 3-88010-063-2.
- Come Unto These Yellow Sands : Four Radio Plays (Hörspiele, 1985)
- Black Venus (1985; auch: Saints and Strangers, 1986)
  - Deutsch: Schwarze Venus. Übersetzt von Joachim Kalka. Deutsche Taschenbuch-Verlag (dtv #11227), München 1990, ISBN 3-423-11227-1.
- Artificial Fire (1988)
- American Ghosts and Old World Wonders (1993)
- Burning Your Boats: Collected Short Stories (1995)
- The Curious Room : Plays, Film Scripts and an Opera (1996)
- Little Red Riding Hood, Cinderella, and Other Classic Fairy Tales of Charles Perrault (2008)
- Bluebeard (2011)
- Unicorn : The Poetry of Angela Carter (Gedichte, 2015)
- The Bloody Chamber / Wise Children / Fireworks (2018, Sammelausgabe)

Kinderbücher
- The Donkey Prince (1970)
- Miss Z, the Dark Young Lady (1970)
- Comic and Curious Cats (1979; mit Martin Leman)
- Moonshadow (1982; mit Justin Todd)
- Sea-Cat and Dragon King (2000)

Kurzgeschichten
1962:
- The Man Who Loved a Double Bass (1962)

1965:
- A Very, Very Great Lady and Her Son at Home (1965)

1966:
- A Victorian Fable (With Glossary) (1966)

1972:
- The Infernal Desire Machines of Doctor Hoffman (1972)
  - Deutsch: Unter Kannibalen. Übersetzt von Joachim Kalka. In: Hobbit-Presse (Hrsg.): Das HobbitBuch. dtv Klett-Cotta #10496, 1988, ISBN 3-423-10946-7 (Auszug).

1974:
- Elegy for a Freelance (1974, in: Angela Carter: Fireworks)
- The Executioner’s Beautiful Daughter (1974, in: Angela Carter: Fireworks)
- Flesh and the Mirror (1974, in: Angela Carter: Fireworks)
- The Loves of Lady Purple (1974, in: Angela Carter: Fireworks)
- Master (1974, in: Angela Carter: Fireworks)
  - Deutsch: Master. Übersetzt von L. Sobez. In: Michel Parry (Hrsg.): Zehn Teufelsküsse. Pabel (Vampir Taschenbuch #68), 1978. Auch als: Der Jäger. Übersetzt von Brigitte Beyer. In: Phantastische Literatur 84. Bastei Lübbe (Phantastische Literatur #72033), 1983, ISBN 3-404-72033-4. Auch als: Herr. Übersetzt von Ute Thiemann. In: Michele Slung (Hrsg.): Ich bebe wenn du mich berührst. Bastei Lübbe Paperback #28203, 1992, ISBN 3-404-28203-5.
- Penetrating to the Heart of the Forest (1974, in: Angela Carter: Fireworks)
- Reflections (1974, in: Angela Carter: Fireworks)
- The Smile of Winter (1974, in: Angela Carter: Fireworks)
- A Souvenir of Japan (1974, in: Angela Carter: Fireworks)

1975:
- The Lady of the House of Love (1975)

1976:
- The Scarlet House (1976)

1977:
- The Company of Wolves (1977, in: Emma Tennant (Hrsg.): Bananas)
  - Deutsch: Die Gesellschaft der Wölfe. Übersetzt von Sybil Gräfin Schönfeldt. In: Angela Carter: Blaubarts Zimmer. 1987.
- The Erlking (1977; auch: The Erl-King, 1994)
  - Deutsch: Der Erlkönig. Übersetzt von Sybil Gräfin Schönfeldt. In: Angela Carter: Blaubarts Zimmer. 1987.
- The Kiss (1977)
- The Werewolf (1977)
  - Deutsch: Der Werwolf. Übersetzt von Gudula Lorez. In: Angela Carter: Blaubarts Zimmer. 1987.

1978:
- Wolf-Alice (1978)

1979:
- The Bloody Chamber (1979, in: Angela Carter: The Bloody Chamber and Other Stories)
  - Deutsch: Blaubarts Zimmer. Übersetzt von Sybil Gräfin Schönfeldt. In: Angela Carter: Blaubarts Zimmer. 1982.
- The Courtship of Mr. Lyon (1979, in: Angela Carter: The Bloody Chamber and Other Stories; auch: The Courtship of Mr Lyon, 1993)
  - Deutsch: Mister Lyons Werbung. Übersetzt von Sybil Gräfin Schönfeldt. In: Angela Carter: Blaubarts Zimmer. 1987.
- The Lady of the House of Love (1979, in: Angela Carter: The Bloody Chamber and Other Stories)
  - Deutsch: Die Dame aus dem Haus der Liebe. Übersetzt von Sybil Gräfin Schönfeldt. In: Angela Carter: Blaubarts Zimmer. 1987.
- Puss-in-Boots (1979, in: Angela Carter: The Bloody Chamber and Other Stories; auch: Puss in Boots, 1980)
  - Deutsch: Gestiefelter Kater. Übersetzt von Sybil Gräfin Schönfeldt. In: Angela Carter: Blaubarts Zimmer. 1987.
- The Snow Child (1979, in: Angela Carter: The Bloody Chamber and Other Stories)
  - Deutsch: Das Schneekind. Übersetzt von Sybil Gräfin Schönfeldt. In: Angela Carter: Blaubarts Zimmer. 1987.
- The Tiger’s Bride (1979, in: Angela Carter: The Bloody Chamber and Other Stories)
  - Deutsch: Die Braut des Tigers. Übersetzt von Sybil Gräfin Schönfeldt. In: Michael Görden (Hrsg.): Das große Buch der erotischen Phantastik. Bastei-Lübbe, 1982, ISBN 3-404-13351-X.
- Wolf Alice (1979, in: Angela Carter: The Bloody Chamber and Other Stories)
  - Deutsch: Werwolf. In: Angela Carter: Blaubarts Zimmer. 1982. Auch als: Wolfs-Alice. Übersetzt von Sybil Gräfin Schönfeldt. In: Angela Carter: Blaubarts Zimmer. 1987.
- The Kitchen Child (1979)
- Our Lady of the Massacre (1979)

1980:
- Black Venus (1980, in: Angela Carter: Black Venus)
- Black Venus’s Tale (1980)

1981:
- The Fall River Axe Murders (in: The London Review of Books, 1981)
- The Quilt Maker (1981)

1982:
- The Cabinet of Edgar Allan Poe (in: Interzone, #1 Spring 1982)
- Peter and the Wolf (1982)

1983:
- The Bridegroom (1983, in: Maxim Jakubowski (Hrsg.): Lands of Never)
  - Deutsch: Der Bräutigam. Übersetzt von Utta Roy-Seifert. In: Maxim Jakubowski (Hrsg.): Phantasien aus Niemalsland. Klett-Cotta Hobbit #95254, 1985, ISBN 3-608-95254-3.

1985:
- Come Unto These Yellow Sands (1985, in: Angela Carter: Come Unto These Yellow Sands)
- Overture for ’A Midsummer Night’s Dream’ (in: Interzone, #3 Autumn 1982; auch: Overture and Incidental Music for „A Midsummer Night’s Dream“, 1985)
- Puss in Boots (1985, in: Angela Carter: Come Unto These Yellow Sands)
- Vampirella (1985, in: Angela Carter: Come Unto These Yellow Sands)

1987:
- Ashputtle: or, The Mother’s Ghost (1987, in: Richard Dalby (Hrsg.): The Virago Book of Ghost Stories)

1988:
- John Ford’s „’Tis Pity She’s a Whore“ (1988)

1989:
- The Merchant of Shadows (1989)

1990:
- Alice in Prague or The Curious Room (1990)
- Parsley-girl (1990, in: Angela Carter: The Old Wives’ Fairy Tale Book)

1991:
- In Pantoland (1991)
- Lizzie’s Tiger (1991)

1992:
- Impressions: The Wrightsman Magdalene (1992)

1993:
- The Ghost Ships (1993)
- Gun for the Devil (1993)

1995:
- The Snow Pavilion (1995, in: Angela Carter: Burning Your Boats: Collected Short Stories)

1996:
- Lizzie Borden (1996)

Anthologien
- Sleeping Beauty & Other Favourite Fairy Tales (1982)
- Wayward Girls & Wicked Women: An Anthology of Subversive Stories (1986)
- Strange Things Sometimes Still Happen (1993)
- Angela Carter’s Book of Fairy Tales (2005)

Angela Carter’s Fairy Tales:
- 1 The Virago Book of Fairy Tales (1990; auch: The Old Wives’ Fairy Tale Book)
- 2 The Second Virago Book of Fairy Tales (1976; auch: Strange Things Sometimes Still Happen: Fairy Tales from Around the World, 1993)
- Angela Carter’s Book of Fairy Tales (Sammelausgabe von 1 und 2; 2008)

Sachliteratur
- Expletives Deleted : Selected Writings (1974)
- The Sadeian Woman and the Ideology of Pornography (1978)
  - Deutsch: Sexualität ist Macht : Die Frau bei de Sade. Übersetzt von Lieselotte Mietzner. Rowohlt, Reinbek bei Hamburg 1981, ISBN 3-498-00853-6.
- Nothing Sacred : Selected Writings (1982)
  - Deutsch: Nichts heilig : Feministische Ansichten. Übersetzt von Monika Blaich. Deutsche Taschenbuch-Verlag (dtv #11165), München 1990, ISBN 3-423-11165-8.
- Images of Frida Kahlo (1989)
- Shaking a Leg: Collected Journalism and Writings (1997; auch: Shaking a Leg: Collected Writings, 1998)

## Filmografie
- 1984: Die Zeit der Wölfe
- 1987: The Magic Toyshop[2]